# سمك القراض
سمكة القراض (باليابانية: 河豚／鰒／鮐／魨／鯸／鯺) هي سمكة معروفة بكونها تتسبب في تسممات هضمية خطيرة جدا بسم تيدرودوتاكسين ، و هو أيضا يدعى سمك النفيخة في مصر، سمكة القراض أو الارنب
كما يطلق عليها هي من الأسماك السامة ومع كونها خطيرة فهى غير عدائية تنفخ نفسها عند الشعور بالخطر استعداداً للهجوم والصياد المحترف يعرف شكلها وتكوينها وعادة مايقوم بعضهم بالتخلص منها.
يجب الحذر من خلط إسمها مع سمكة الأرنب  و هي نوع من أنواع أسماك الزينة
في مصر تعد من الأسماك المحرم صيدها أو بيعها أو تداولها في الأسواق نظرا لسميتها وخطورتها على صحة المواطنين والصحة العامة. وهي تعيش في قاع البحر وتتغذى على فضلات الأسماك.

## في اليابان
على الرغم من خطورة هذه السمكة وسمعتها السيئة فإن تاريخ استهلاكها في اليابان كطعام شهي يرجع إلى 2300 عام حيث وجدت كتابات ورسومات لها في المخطوطات اليابانية القديمة ومنذ قرون وهي تعتبر من أشهى الأغذية المعروفة في اليابان حيث ان طهاة مهرة مدربين تدريباً خاصاً، ينظفون ويحضرون السمك بعناية فائقة ويخلصونها من الأعضاء الداخلية السامة.

## سمكة القراض في البحر الأحمر وخليج السويس
موجودة بكثرة في خليج السويس ويطلع منها الكثير في شباك الصيادين وسناراتهم وكل رويسة المراكب في البحر الأحمر يعرفون كيف يتعاملون مع هذه السمكة بسلخ الجلد والتخلص من الرأس والأحشاء واستخلاص لحمها فقط بطريقة أفضل وأكثر أمانا بكثير من طريقة الطباخين اليابانيين. نوع سمكة القراض الموجود في البحر الأحمر أقل خطورة من الموجود في اليابان ومنذ سنوات عدة لم تكن سمكة القراض موجودة بهذه الأعداد الكبيرة في البحر الأحمر والبحر المتوسط وإنما زادت أعدادها في السنوات القليلة الماضية بشكل كبير وهي لم تكن موجودة في البحر المتوسط ولم يكن الصيادين يعرفونها في الأسكندرية وإنما هاجرت له من البحر الأحمر عن طريق قناه السويس.

## البحر الأبيض المتوسط
ليس هناك تاريخ محدد لأول ظهور له لكن حسب ما أذاعته الصحف وما قامت به وزارة الصيد البحري الجزائرية يحدد وصله السواحل الجزائرية في حدود 2010 مرورا بالسواحل التونسية قادما من الإيطالية 
وفي سنة 2018 تحديدا في اواخر شهر مارس سجلت مشاهدات لهذه الاسماك على السواحل الجزائرية

## مكان تواجد السم في السمكة
تتواجد السموم في الكبد والأمعاء والجلد والمناسل والخياشيم ولا توجد في اللحم.
وهى ذات جلد رصاصى اللون علية نقط وراس تمثل أكثر من ثلث حجم الجسم تقريبا وتحتوى هذه الأسماك على غدد سامة تتواجد في ثلاث أماكن مختلفة من الجسم حيث تتواجد تحت الجلد وقرب الأحشاء وبجانب النخاع كما ان كبد هذه الأسماك سام جدا وتمثل الاجزاء السامة تقريبا 12 - 13 % من اللحم
يعيش منها 39 نوع في المياة المالحة و28 نوع في المياة العذبة وهى تحارب صيادى الأسماك حيث انها تمزق شباك الصيد باسنانها الحادة.
وسبب كونها سامة لأنها تتغذى على الطحالب السامة والسم في هذه الأسماك يسمى تيترودوتوكسين ويتم إنتاجه في السمكة ببكتيريا خاصة تدعىALTEROMONUS SPEC وهو موجود في الجلد والأحشاء (المبايض والكبد والمعدة والأمعاء)، ولا يوجد السم في لحوم تلك الأسماك.وتصل نسبة الجرعة السامة للبشر إلى أقل من واحد ميلليجرام؛ وبهذا يعتبر هذا السم من أشد أنواع السموم فتكا، كما أنه لا يتأثر بالطبخ.
وتختلف اعراض التسمم من شخص إلى اخر على حسب الكمية التي تناولها وتبدا بالرغبة في النوم العميق الذي قد يصل إلى أكثر من 6 ساعات أو حدوث تنميل بالوجة واللسان والشفتين بالإضافة إلى حالات الإسهال والقئ والدوخة وتصل في أحيان كثيرة إلى حد توقف الجهاز التنفسى وحدوث الوفاة. وحسب الجرعة فإن الأعراض الأولى تظهر على شكل الشعور بالدوخة، والتعرق، والتنميل والحكة والقيء، والأعراض الأكثر حدة تظهر على شكل: آلام عضلية، مشاكل تنفسية، هبوط في ضغط الدم والشلل الذي يؤدي إلى الوفاة بسبب توقف الجهاز التنفسي، وتحدث الوفاة ما بين 6 إلى 8 ساعات.